# Templet i København
Templet i København er et tempel med front ud mod Borups Allé på Frederiksberg. Det er Jesu Kristi Kirke af Sidste Dages Helliges 118. aktive tempel. Som et at få af kirkens templer er der tale om en ombygning af en eksisterende bygning.

## Historie
Bygningen af templet i Danmark blev annonceret den 17. marts 1999. Den 24. april 1999 blev stedet for templet i Frederiksberg bestemt, og der blev afholdt en grundlæggelse-ceremoni, som blev ledt af Spencer J. Condie.  Omkring 700 kirkemedlemmer fra området deltog i ceremonien. 
Lige som Vernal Utah-templet, er Templet i København en renovering af en eksisterende bygning, nemlig Priorvej-kapellet. Dette kapel blev bygget af mormoner i 1931 og blev indviet af John A. Widtsoe, et medlem af De Tolv Apostles Kvorum. Kapellet var bygget i nyklassisk stil med søjler i fronten. Det meste af bygningens renovering blev udført på indersiden, da kirken ønskede at beholde det udvendige som det oprindeligt så ud.
Den dag, hvor kapellet blev indviet, den 14. juni 1931, var firsårs-jubilæet for den dag, hvor de første Mormon-missionærer ankom til Danmark. Under Anden Verdenskrig blev kapellet brugt som en bombehul, men bygningen formåede at overleve krigen med kun mindre skader. Efter 2. verdenskrig blev kapellet ombygget til at rumme flere klasseværelser til det voksende medlemskab.
Fra den 29. april til den 15. maj 2004 blev der afholdt et åbent hus for at lade folk se indersiden af templet. Mere end 25.000 mennesker besøgte i templet i løbet af denne periode. Indvielsen af templet blev afholdt søndag den 23. maj 2004. Mere end 4.000 kirkemedlemmer deltog i de fire dedikationstjenester, der blev afholdt hele dagen. Kirkens præsident Gordon B. Hinckley holdt indvielsesbønnen. 
Templet i København, Danmark har et grundareal på i alt 2.300 kvadratmeter, to ordinancerum og to beseglingsrum. 
I 2020 blev Templet i København lukket i respons på coronavirus-pandemien. 

## Eksterne links
- Copenhagen Denmark Temple Official site
- Copenhagen Denmark Temple at ChurchofJesusChristTemples.org

55°41′34″N 12°32′02″Ø / 55.69274°N 12.53394°Ø